# Holometabolia

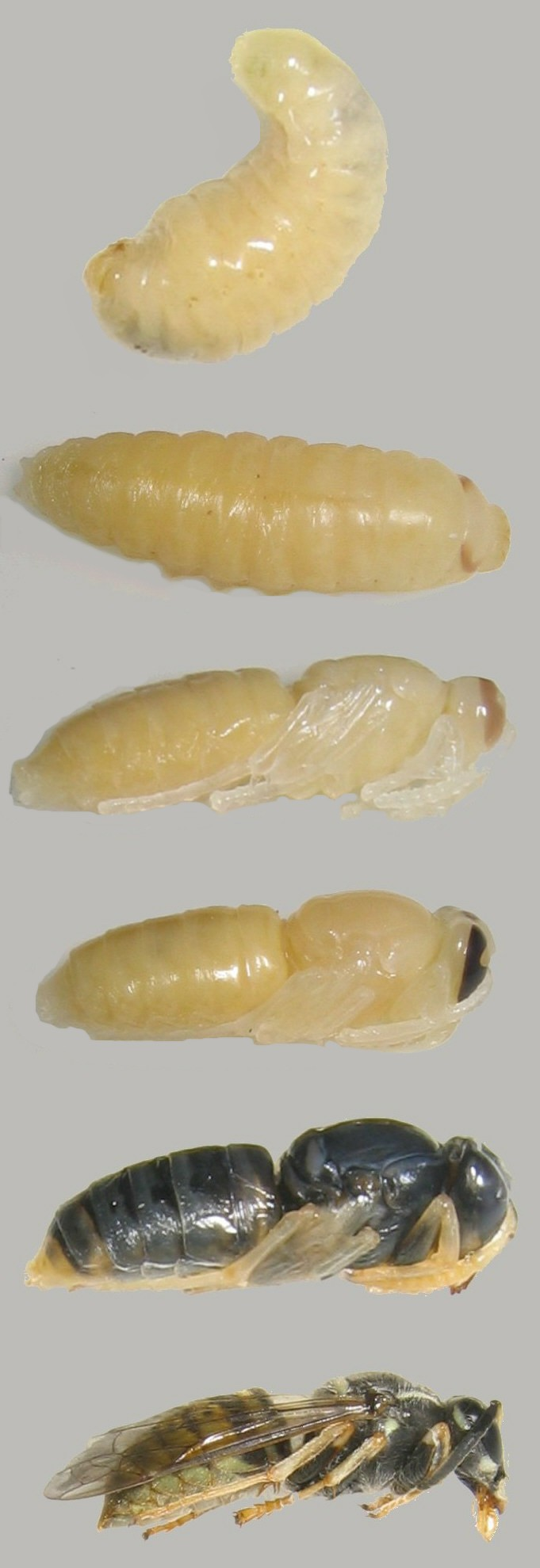
Diferents estadis del desenvolupament post-embrionari d'un himenòpter

L'holometabolia, també coneguda com a metamorfosi completa o complicada, és un tipus de desenvolupament postembrionari propi dels insectes endopterigots. Els insectes amb aquest tipus de desenvolupament s'anomenen holometàbols. L'holometabolia consta de quatre fases ben diferenciades:
1. Ou.
2. Larva.
3. Pupa / crisàlide.
4. Imago (adult o insecte perfecte).

Les tres primeres es denominen estadis preimaginals, ja que són anteriors a l'emergència de l'adult (imago).
A la primera fase, l'ou desclou donant pas a una larva, amb la preeminent tasca d'alimentar-se i créixer. Les larves, similars a cucs, no s'assemblen en res a l'individu adult; muden diverses vegades l'exoesquelet per a adaptar el seu ràpid augment de mida a cadascuna de les fases. Les larves mai tenen ales ni òrgans reproductors desenvolupats.
Al final de la fase larvària, emergeix una pupa després de la darrera muda; es denomina crisàlide quan està tancada dins un capoll de seda, com en el cas dels lepidòpters. En aquesta fase, té lloc la gran transformació; els teixits i òrgans larvaris comencen a desfer-se i són reestructurats, mentre que es van formant els nous òrgans de l'adult. Aquesta fase, pot durar des de quatre dies a diversos mesos, dependent de l'espècie que es tracti, en culminar surt un cos adult arrugat i tou, que necessita assecar-se al sol per a completar la seva metamorfosi.
Els insectes holometàbols s'agrupen al superordre Endopterygota, que inclou els següents ordres:
- Raphidioptera
- Megaloptera
- Neuroptera
- Coleoptera
- Strepsiptera
- Mecoptera
- Siphonaptera
- Diptera
- Trichoptera
- Lepidoptera
- Hymenoptera